# Ismailli (raion)
La région d'Ismailli (azéri : İsmayıllı rayonu) est une unité administrative du centre de l'Azerbaïdjan. Son centre administratif est la ville d’Ismailli. La région compte 80 000 habitants.

## Présentation
La région d'Ismailli a été créée en novembre 1931 autour du village d'Ismailli. Auparavant, la plus grande partie de la région se partageait entre principalement Gueogtchay (Bakou) et Chémakha mais aussi Noukha (Elizavetpol).
L'économie de la région est principalement tournée vers l'agriculture (viticulture, industrie vinicole mais surtout culture des céréales) et l'élevage (bovins et ovins).
La richesse la plus précieuse d’Ismailli est sa nature unique dans son genre, qui en fait une station climatique. Les zones - antipodes parviennent à exister ici[pas clair]. Contrairement aux steppes dans le sud, la partie nord est entourée de montagnes, dont les sommets sont presque toujours couverts de neige. Si dans les villages de Kurtmachi et Gubakhalilli la neige ne reste pas plus d'une semaine, dans le village de Galadjik la température atteint parfois -30°.
Les villages Talistan et Khanagakh possèdent des forteresses médiévales. Le village de Lahidj est quant à lui réputé pour ses artisans qui travaillent le cuivre.

## Galerie

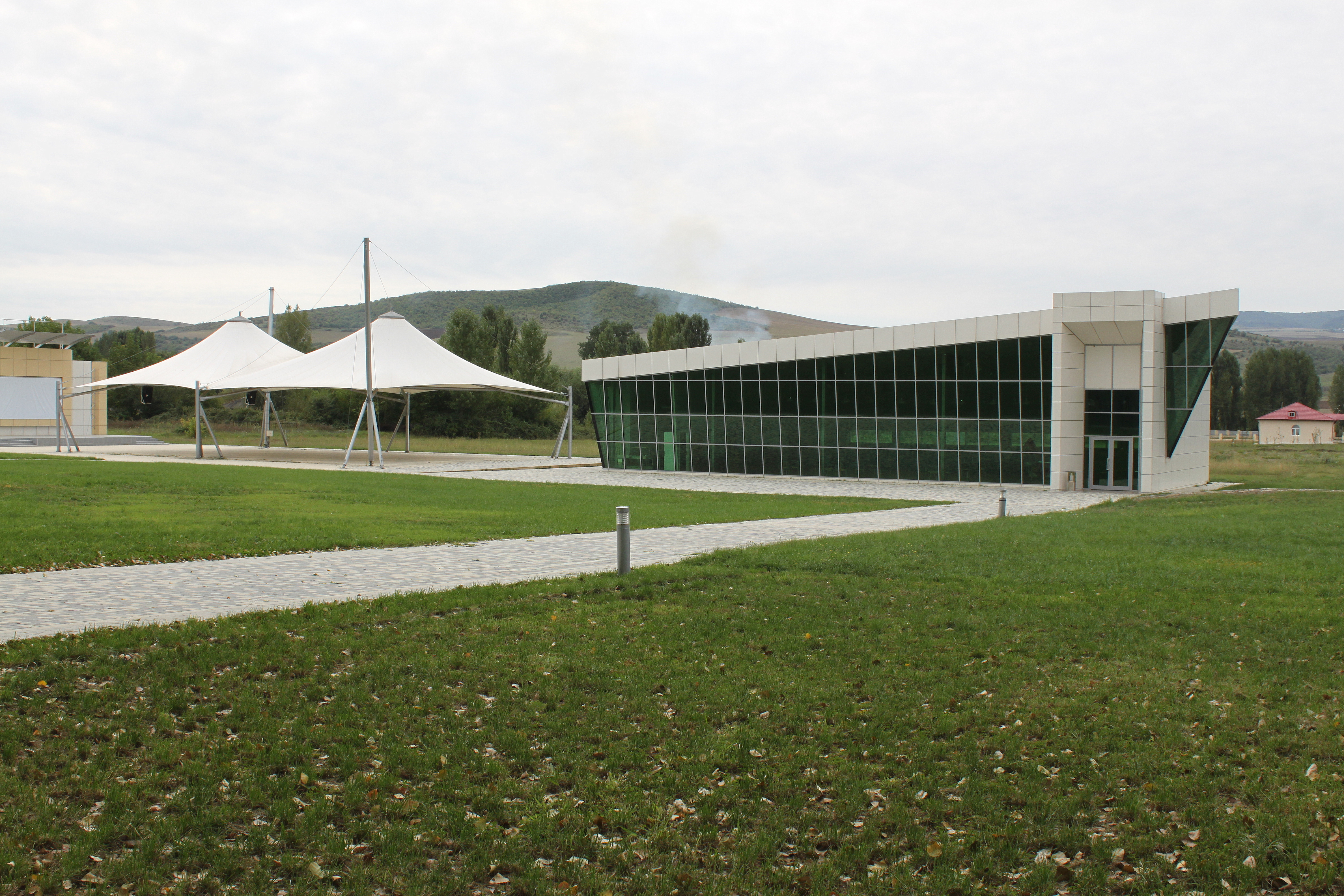
Le Centre de la Culture dans le parc (ville d'Ismailli).
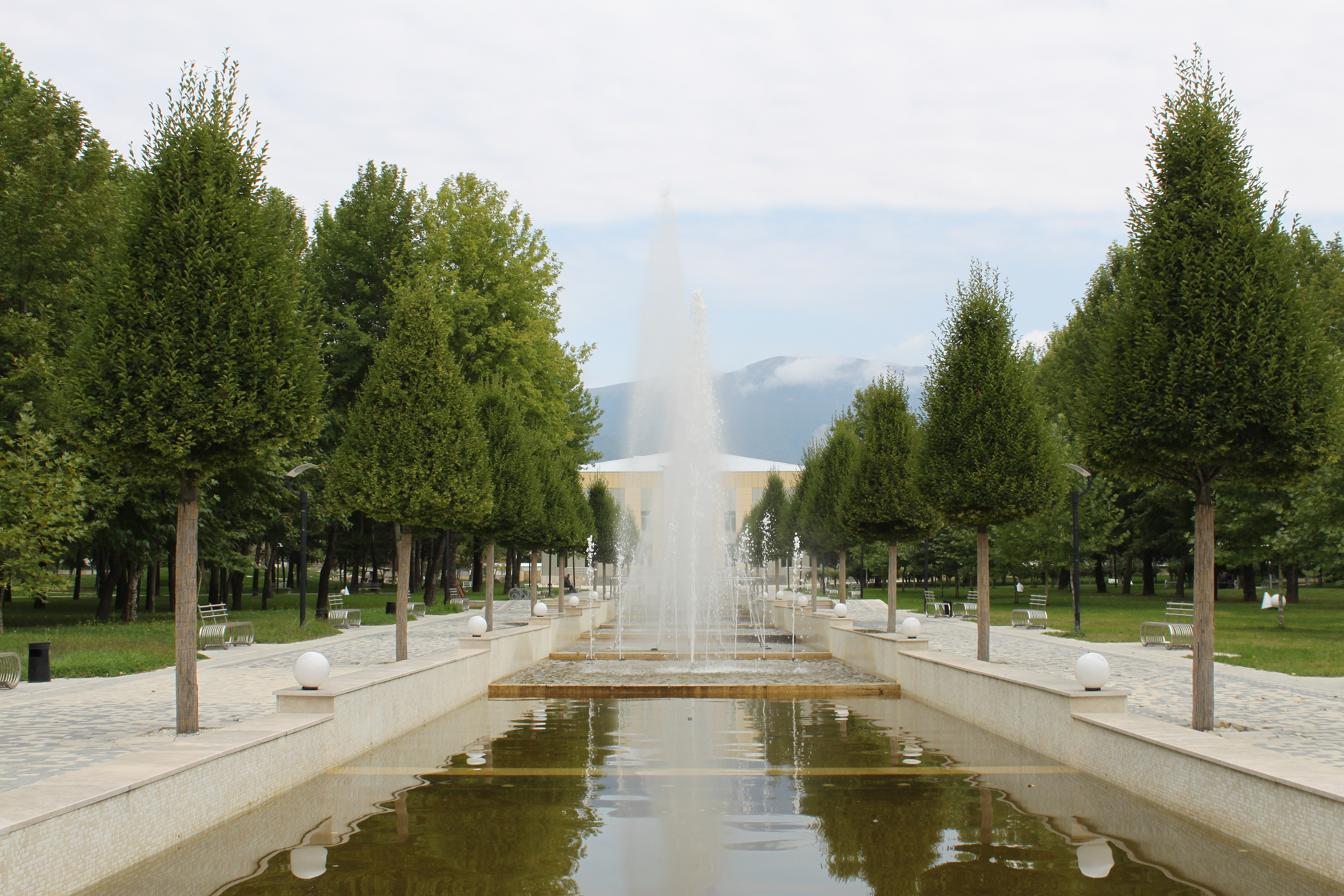
Le Park de ville à Ismailli.
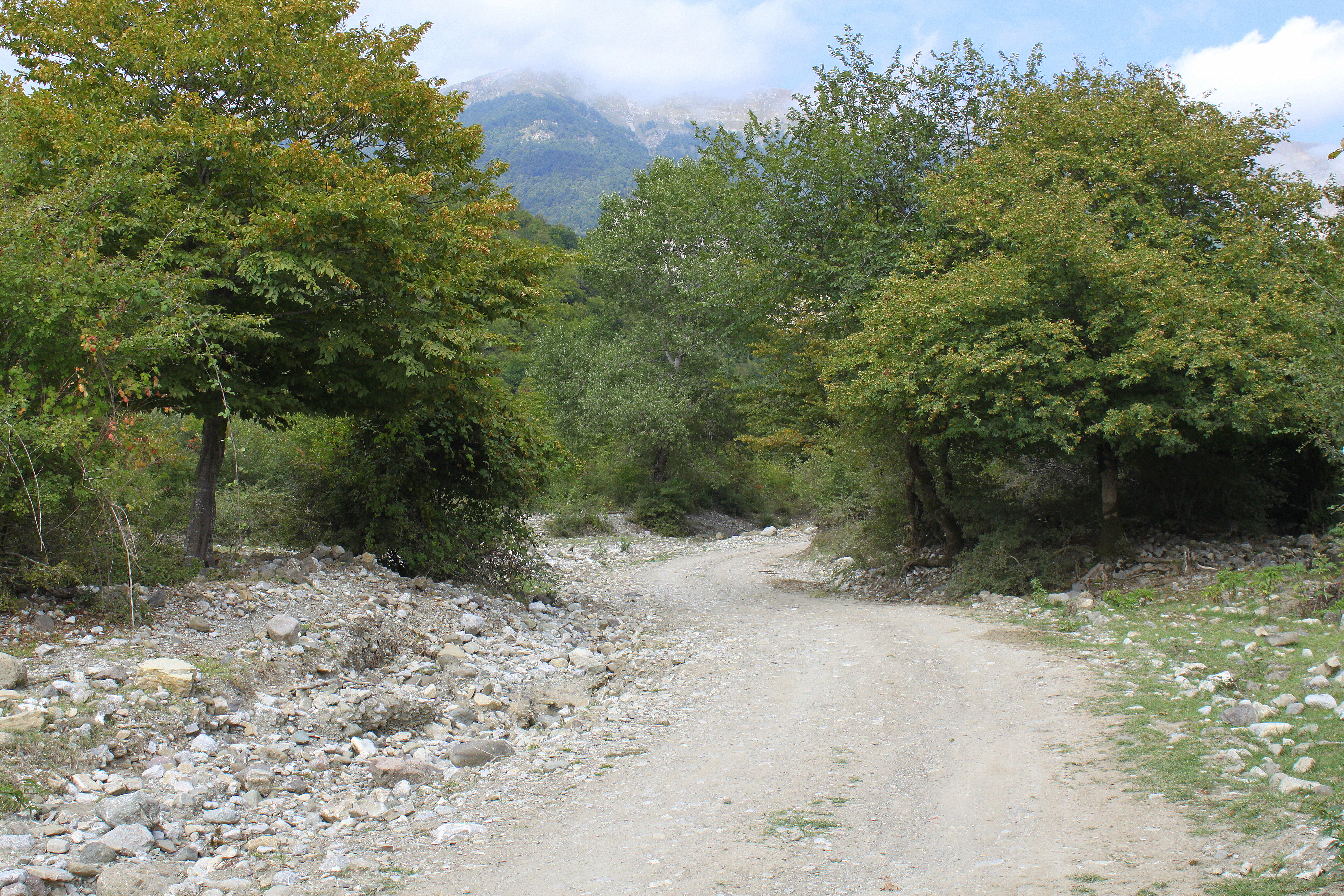
Le chemin de montagne sur le territoire de la région d'Ismailli.
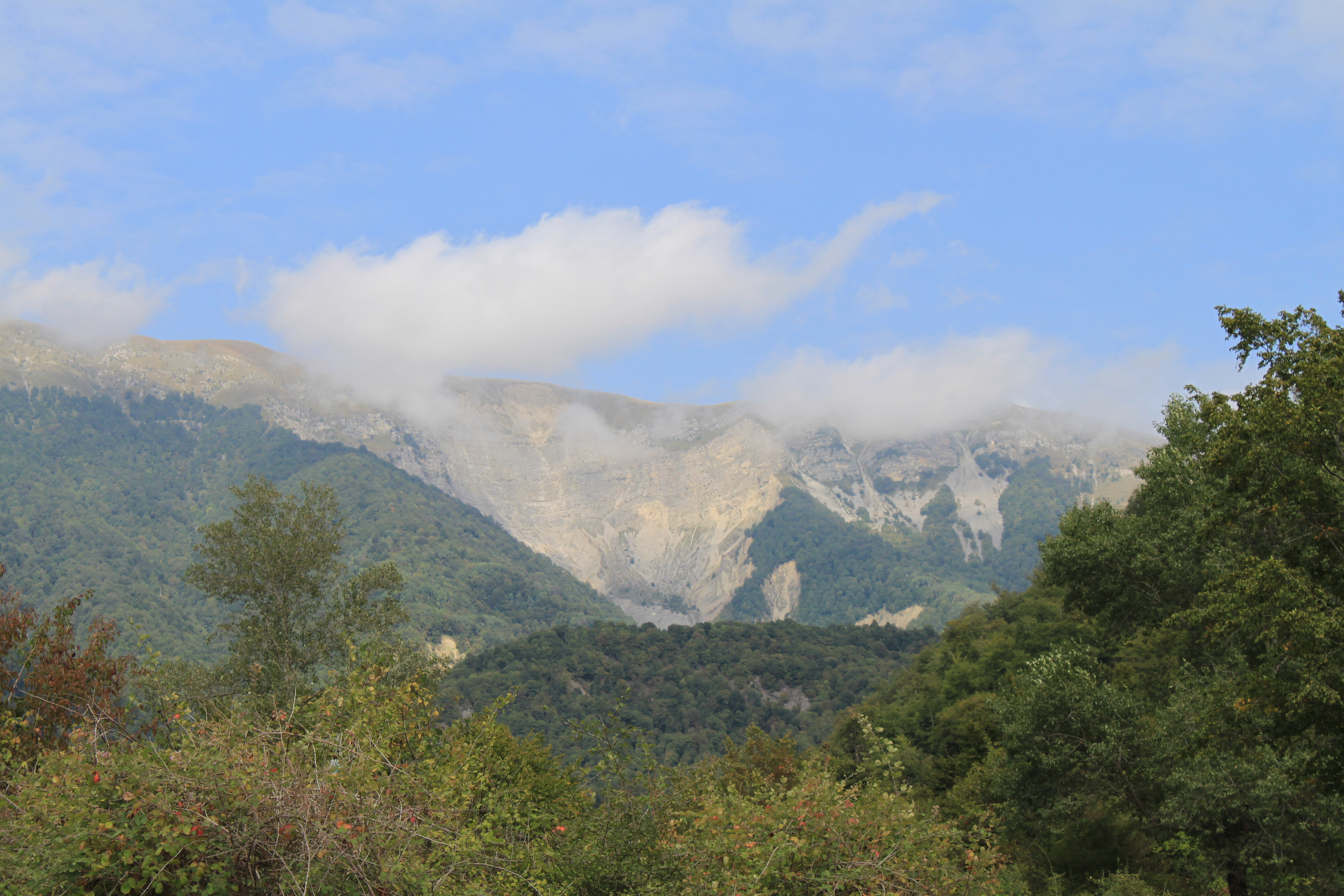
Les montagnes.
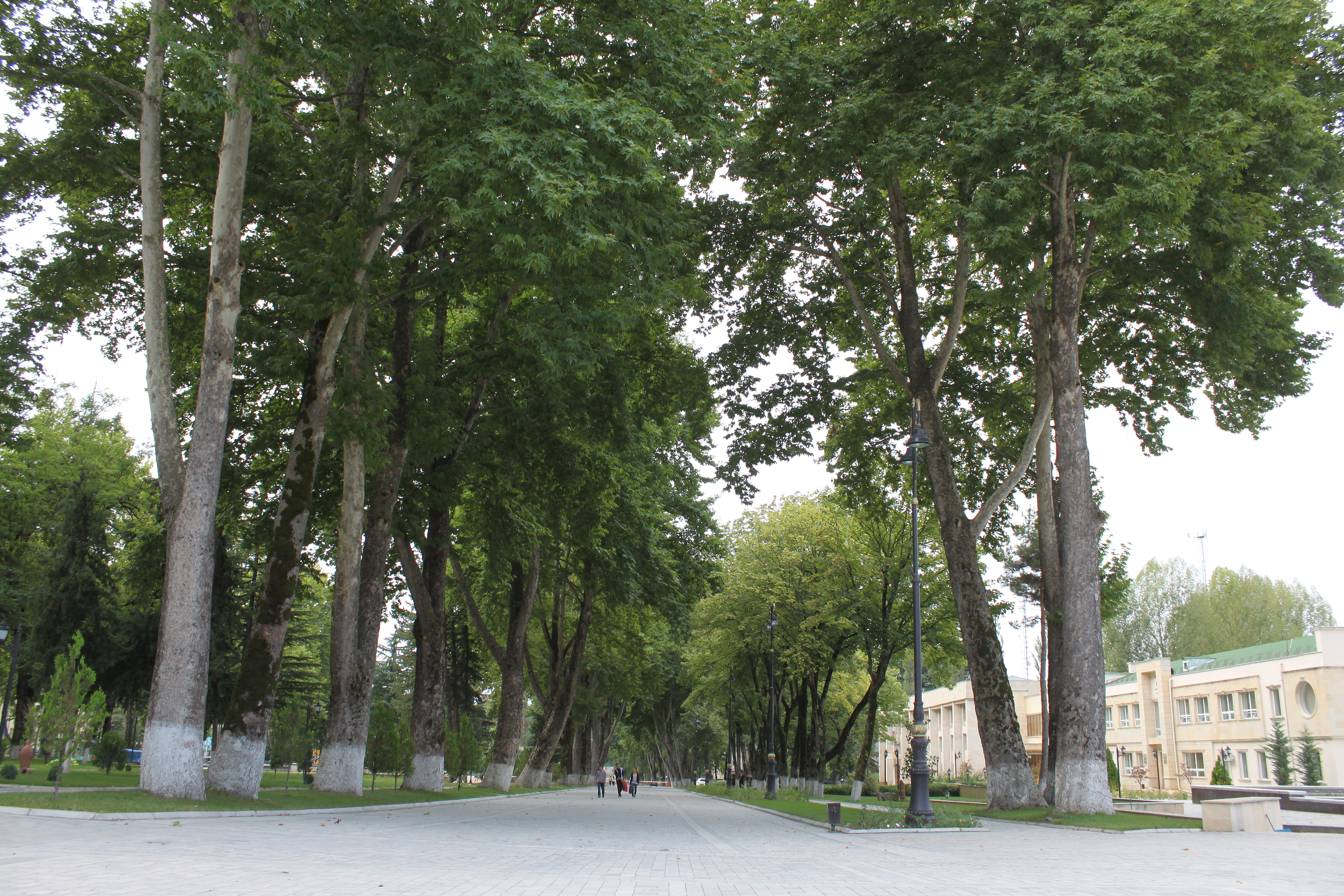
Le parc au centre de la ville d'Ismailli.
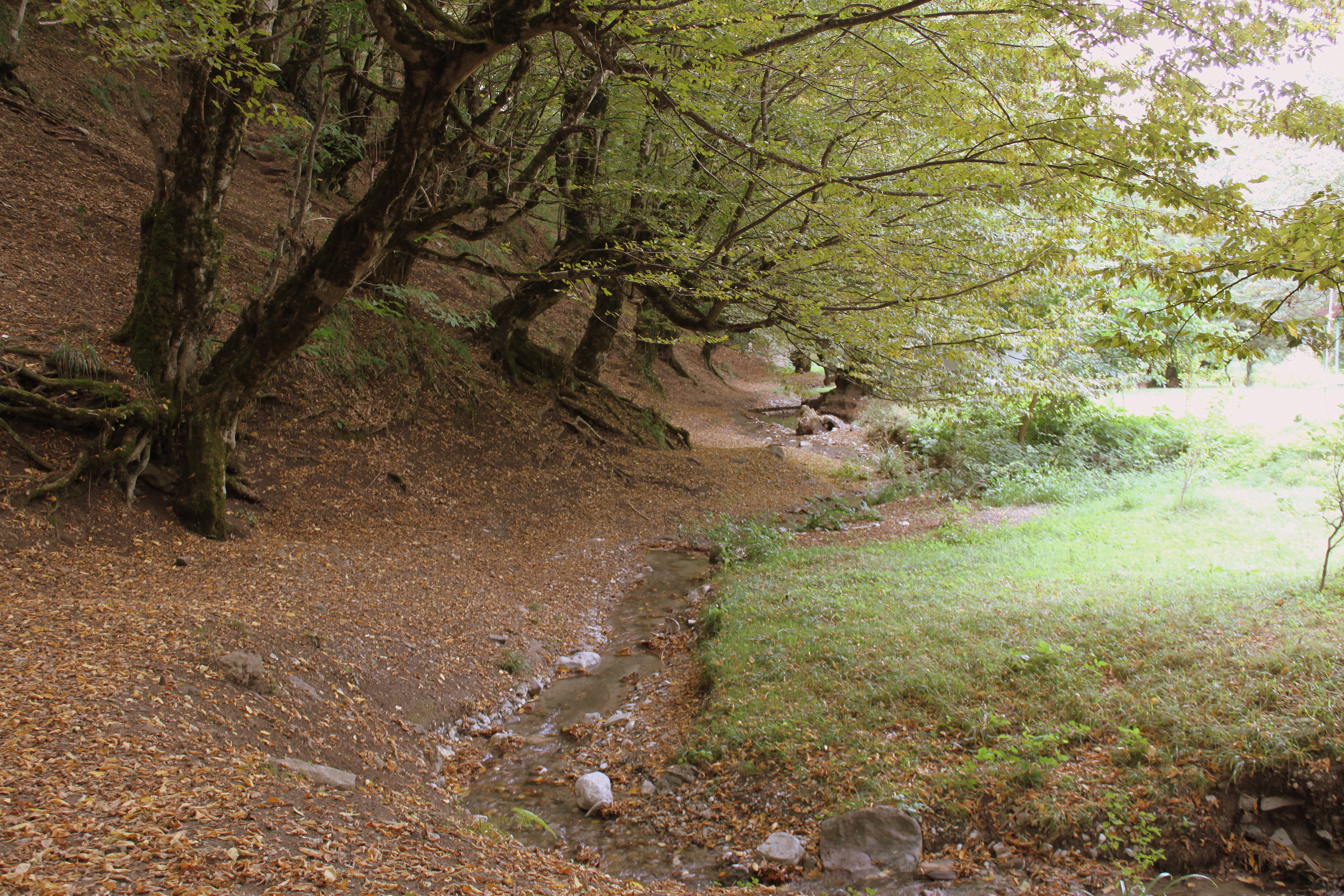
La forêt à Ismailli.
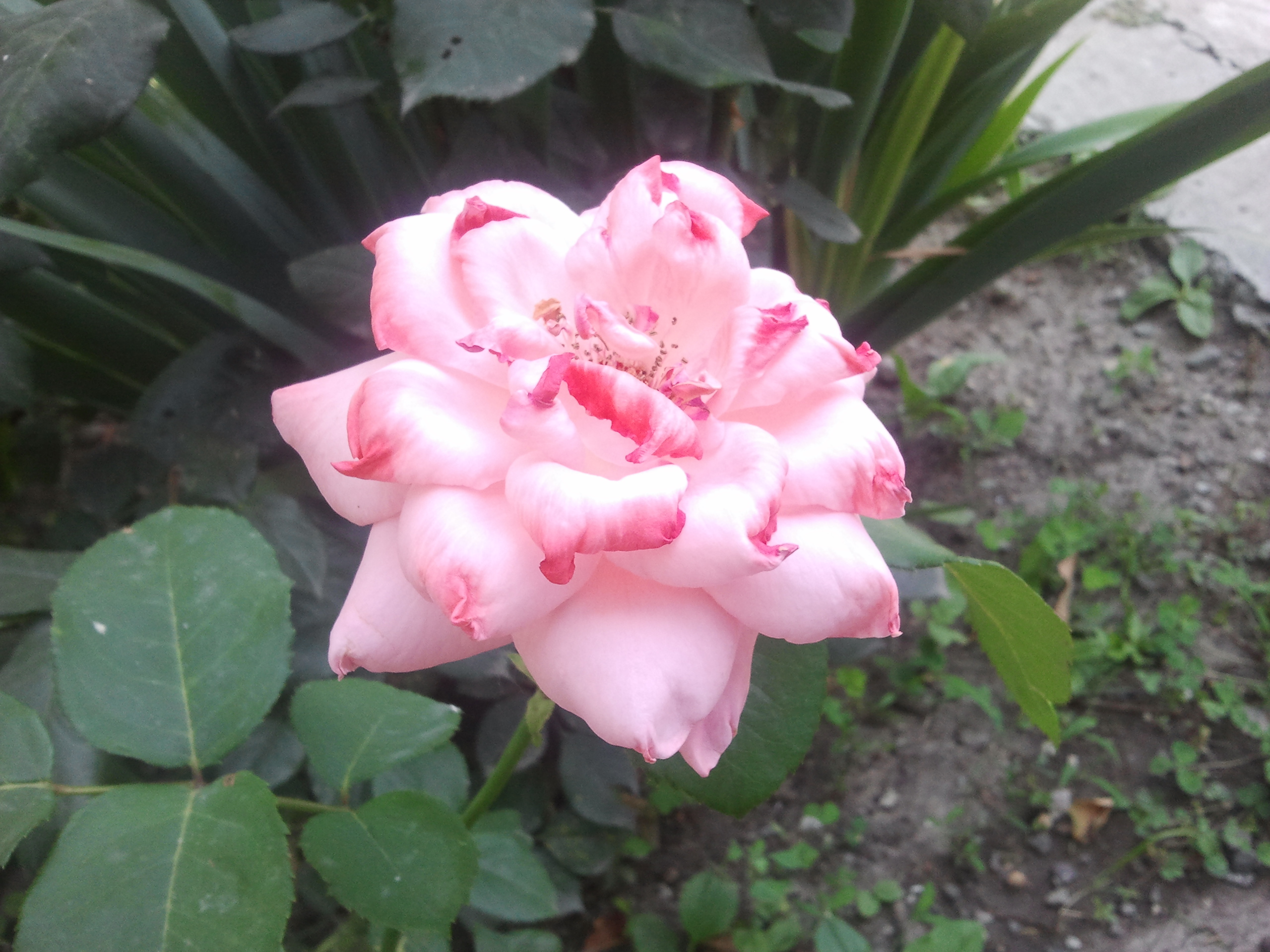
Le jardin est monté à Ismailli
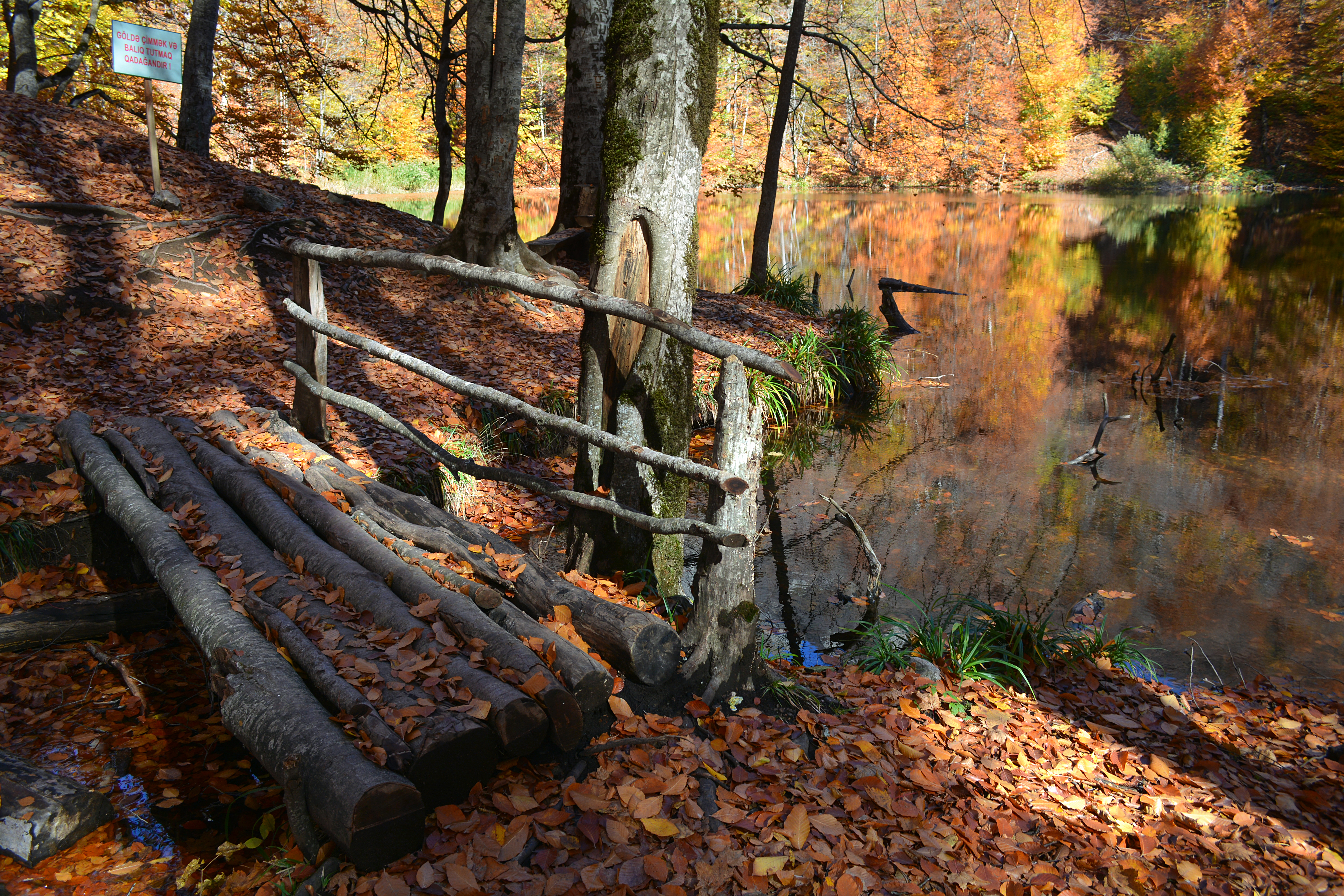
Le lac Qaranohur (az) en Ismailli. Octobre 2021.